# The Voice of Hind Rajab
The Voice of Hind Rajab (Arabisch: صوت هند رجب) is een toekomstige Tunesisch-Franse dramafilm, geschreven en geregisseerd door Kaouther Ben Hania. De hoofdrollen worden vertolkt door Amer Hlehel, Clara Khoury, Motaz Malhees en Saja Kilani.

## Verhaal
Op 29 januari 2024 ontvangen vrijwilligers van de Internationale Rode Kruis- en Rode Halve Maanbeweging een noodoproep: het vijfjarige Palestijnse meisje Hind Rajab zit samen met haar familie vast in een auto tijdens de Israëlische invasie van de Gazastrook.

## Rolverdeling
| Acteur        | Personage |
| ------------- | --------- |
| Amer Hlehel   |           |
| Clara Khoury  |           |
| Motaz Malhees |           |
| Saja Kilani   |           |

## Productie
In mei 2025 werd aangekondigd dat Kaouther Ben Hania een, toen nog titelloze, film had geregisseerd over de dood van het Palestijns meisje Hind Rajab, waarvan de opnames in Tunesië werden afgerond. De filmproductie was in handen van Nadim Cheikhrouha, Odessa Rae en James Wilson.

## Release
The Voice of Hind Rajab zal op 3 september 2025 in première gaan op het Filmfestival van Venetië in de competitie voor de Gouden Leeuw. De film wordt op 8 september 2025 vertoond op het Internationaal filmfestival van Toronto.

## Prijzen en nominaties
De belangrijkste:
| Jaar | Prijs                    | Categorie    | Genomineerde(n)    | Uitslag       |
| ---- | ------------------------ | ------------ | ------------------ | ------------- |
| 2025 | Filmfestival van Venetië | Gouden Leeuw | Kaouther Ben Hania | In afwachting |